# Tàu điện ngầm Seoul tuyến 3
Tàu điện ngầm Seoul tuyến số 3 (Tiếng Hàn: 서울 지하철 3호선 Seoul Jihacheol Samhoseon , Hanja: 서울 地下鐵 3號線) là tuyến đường sắt đô thị ở Seoul được điều hành bởi Tổng công ty Vận tải Seoul kết nối Ga Jichuk ở Deokyang-gu, Goyang-si, Gyeonggi-do và Ga Ogeum ở Songpa-gu, Seoul. 
Vào tháng 12 năm 2010 tuyến lập thành tích là nơi có mức dùng dữ liệu WiFi cao thứ 2 trong vùng thủ đô Seoul. Trung bình 1.8 lần cao hơn 14 tuyến tàu điện ngầm khác có dịch vụ WiFi.

## Lịch sử
Công trình xây dựng bắt đầu vào năm 1980, và hầu hết các tuyến hiện hành (Gupabal - Yangjae; Jichuk mở vào năm 1990) sau khi hoàn thành hai giai đoạn cho đến năm 1985, cùng với tàu điện ngầm Seoul Tuyến 4. Vào tháng 10 năm 1993, phần mở rộng thứ hai ở phía Nam được mở cửa (Yangjae - Suseo), hiện là Tuyến 3.
Vào tháng 3 năm 1996, Tuyến Ilsan (Daehwa - Jichuk), được coi là phần mở rộng thứ ba ở phía ba được mở cửa, nối thành phố Goyang với Seoul. Một phần Tuyến 3 của Seoul và một phần Tuyến 3 của Ilsan hoạt động như một tuyến kết hợp, với các chuyến xe lửa chạy từ đầu này sang đầu kia. Các nhà ga tương ứng được điều hành bởi hai công ty khác nhau. Có hai 2 kho ga nằm gần Ga Jichuk và Ga Suseo, dành cho Korail và Seoul Metro.
Một phần mở rộng dài 3 km mở của vào 18 tháng 2 năm 2010, kéo dài từ Suseo đến chợ Garak (Tuyến 8) và Ogeum (Tuyến 5).
- Tháng 2 năm 1980: Khởi công xây dựng ga Gupabal - đoạn ga Yangjae.

- Ngày 13 tháng 9 năm 1983: Ga Gupabal - Tên khu vực ga Yangjae được quyết định[3]
- Ngày 1 tháng 3 năm 1985: Đổi tên ga từ ga Jangchung thành ga Đại học Dongguk[4]
- Ngày 1 tháng 4 năm 1985: Đổi tên ga từ ga Hongeun thành ga Hongje và từ ga Hongje thành ga Muakjae[5]

- Ngày 12/7/1985: Ga Gupabal - ga Dongnimmun (8,0 km, 7 ga) khai trương.
- Ngày 18 tháng 10 năm 1985: Ga Dongnimmun ~ Ga Yangjae (18,2 km, 16 ga) mở cửa [6]

- Ngày 1 tháng 5 năm 1987 : Đổi tên ga  từ ga Jungangcheong thành ga Gyeongbokgung [7]

- Tháng 12 năm 1989 : Khởi công xây dựng ga Yangjae - đoạn ga Suseo.
- Ngày 1 tháng 4 năm 1990: Xác định tên ga Jichuk và đổi ga đầu cuối hàng hóa thành ga bến xe buýt Nambu [8]

- Ngày 13 tháng 7 năm 1990: Khai trương ga Jichuk - ga Gupabal (1,5 km, 1 ga)
- Ngày 30 tháng 10 năm 1993: Ga Yangjae - ga Suseo (7,5 km, 7 ga) khai trương.
- Ngày 1 tháng 5 năm 2000: Tuyến Ilsan và Tuyến tàu điện ngầm Seoul số 3 hợp nhất
- Ngày 29 tháng 10 năm 2009: Tên ga Bệnh viện Cảnh sát Quốc gia được quyết định[9]

- Ngày 18 tháng 2 năm 2010: ga Suseo - ga Ogeum (3.0 km, 3 ga) khai trương.
- Ngày 3 tháng 1 năm 2013: Ga Gyeongbokgung (Khu liên hợp chính phủ Trung ương) được đổi thành ga Gyeongbokgung (Khu liên hợp Chính phủ - Seoul) [10]

## Bản đồ tuyến
|  |

|  |  |  |

|  |

|  |  |  |

|  |

|  |

|  |  |  |

|  |  |  |  |  |

|  |

|  |

|  |

|  |

|  |

|  |

|  |  |  |

|  |  |  |  |  |

|  |  |  |  |  |

|  |  |  |  |  |

|  |  |  |  |  |

|  |  |  |  |  |

|  |

|  |  |  |  |  |

|  |

|  |

|  |  |  |  |  |

|  |  |  |  |  |

|  |

|  |

|  |  |  |  |  |

|  |  |  |  |  |

|  |  |  |  |  |

|  |  |  |  |  |  |  |

|  |  |  |  |  |  |  |

|  |  |  |  |  |  |  |

|  |  |  |  |  |

|  |  |  |  |  |

|  |

|  |  |  |

|  |  |  |

|  |  |  |

|  |  |  |

|  |  |  |

|  |  |  |

|  |  |  |  |  |

|  |  |  |  |  |

|  |  |  |  |  |

|  |

|  |  |  |  |  |

|  |  |  |  |  |

|  |

|  |  |  |

|  |  |  |  |  |

|  |  |  |

|  |

|  |

|  |  |  |

|  |

|  |  |  |

|  |

|  |

|  |  |  |

|  |  |  |  |  |

|  |

|  |

|  |

|  |

|  |

|  |

|  |  |  |

|  |  |  |  |  |

|  |  |  |  |  |

|  |  |  |  |  |

|  |  |  |  |  |

|  |  |  |  |  |

|  |

|  |  |  |  |  |

|  |

|  |

|  |  |  |  |  |

|  |  |  |  |  |

|  |

|  |

|  |  |  |  |  |

|  |  |  |  |  |

|  |  |  |  |  |

|  |  |  |  |  |  |  |

|  |  |  |  |  |  |  |

|  |  |  |  |  |  |  |

|  |  |  |  |  |

|  |  |  |  |  |

|  |

|  |  |  |

|  |  |  |

|  |  |  |

|  |  |  |

|  |  |  |

|  |  |  |

|  |  |  |  |  |

|  |  |  |  |  |

|  |  |  |  |  |

|  |

|  |  |  |  |  |

|  |  |  |  |  |

|  |

|  |  |  |

|  |  |  |  |  |

|  |  |  |

|  |

## Ga
| Số ga | Tên ga                                                            | Tên ga                  | Tên ga                  | Chuyển tuyến                                     | Khoảng cách | Tổng khoảng cách | Vị trí | Vị trí       |
| Số ga | Tiếng Anh                                                         | Hangul                  | Hanja                   | Chuyển tuyến                                     | Khoảng cách | Tổng khoảng cách | Vị trí | Vị trí       |
| ----- | ----------------------------------------------------------------- | ----------------------- | ----------------------- | ------------------------------------------------ | ----------- | ---------------- | ------ | ------------ |
| 320   | Gupabal                                                           | 구파발                  | 舊把撥                  |                                                  | 1.5         | 20.7             | Seoul  | Eunpyeong-gu |
| 321   | Yeonsinnae                                                        | 연신내                  | 延新川                  | (614)                                            | 2.0         | 22.7             | Seoul  | Eunpyeong-gu |
| 322   | Bulgwang                                                          | 불광                    | 佛光                    | (612)                                            | 1.3         | 24.0             | Seoul  | Eunpyeong-gu |
| 323   | Nokbeon                                                           | 녹번                    | 碌磻                    |                                                  | 1.1         | 25.1             | Seoul  | Eunpyeong-gu |
| 324   | Hongje                                                            | 홍제                    | 弘濟                    |                                                  | 1.6         | 26.7             | Seoul  | Seodaemun-gu |
| 325   | Muakjae                                                           | 무악재                  | 毋岳재                  |                                                  | 0.9         | 27.6             | Seoul  | Seodaemun-gu |
| 326   | Dongnimmun                                                        | 독립문                  | 獨立門                  |                                                  | 1.1         | 28.7             | Seoul  | Seodaemun-gu |
| 327   | Gyeongbokgung (Khu phức hợp Chính phủ Seoul)                      | 경복궁 (정부서울청사)   | 景福宮 (政府서울廳舍)   |                                                  | 1.6         | 30.3             | Seoul  | Jongno-gu    |
| 328   | Anguk (Hyundai E & C)                                             | 안국 (현대건설)         | 安國                    |                                                  | 1.1         | 31.4             | Seoul  | Jongno-gu    |
| 329   | Jongno 3(sam)-ga                                                  | 종로3가                 | 鍾路3街                 | (130) (534)                                      | 1.0         | 32.4             | Seoul  | Jongno-gu    |
| 330   | Euljiro 3(sam)-ga (Thẻ Shinhan)                                   | 을지로3가 (신한카드)    | 乙支路3街 (新韓카드)    | (203)                                            | 0.6         | 33.0             | Seoul  | Jung-gu      |
| 331   | Chungmuro                                                         | 충무로                  | 忠武路                  | (423)                                            | 0.7         | 33.7             | Seoul  | Jung-gu      |
| 332   | Đại học Dongguk                                                   | 동대입구                | 東大入口                |                                                  | 0.9         | 34.6             | Seoul  | Jung-gu      |
| 333   | Yaksu                                                             | 약수                    | 藥水                    | (633)                                            | 0.7         | 35.3             | Seoul  | Jung-gu      |
| 334   | Geumho                                                            | 금호                    | 金湖                    |                                                  | 0.8         | 36.1             | Seoul  | Seongdong-gu |
| 335   | Oksu                                                              | 옥수                    | 玉水                    | (K114)                                           | 0.8         | 36.9             | Seoul  | Seongdong-gu |
| 336   | Apgujeong (Hyundai Department Store)                              | 압구정 (현대백화점)     | 狎鷗亭 (現代百貨店)     |                                                  | 2.1         | 39.0             | Seoul  | Gangnam-gu   |
| 337   | Sinsa                                                             | 신사                    | 新沙                    | (D04)                                            | 1.5         | 40.5             | Seoul  | Gangnam-gu   |
| 338   | Jamwon                                                            | 잠원                    | 蠶院                    |                                                  | 0.9         | 41.4             | Seoul  | Seocho-gu    |
| 339   | Xe buýt tốc hành                                                  | 고속터미널              | 高速터미널              | (734) (923)                                      | 1.2         | 42.6             | Seoul  | Seocho-gu    |
| 340   | Đại học Giáo dục Quốc gia Seoul (Tòa án & Văn phòng Công tố viên) | 교대 (법원·검찰청)      | 敎大 (法院·檢察廳)      | (223)                                            | 1.6         | 44.2             | Seoul  | Seocho-gu    |
| 341   | Bến xe buýt Nambu (Trung tâm nghệ thuật Seoul)                    | 남부터미널 (예술의전당) | 南部터미널 (藝術의殿堂) |                                                  | 0.9         | 45.1             | Seoul  | Seocho-gu    |
| 342   | Yangjae (Văn phòng Seocho-gu)                                     | 양재 (서초구청)         | 良才 (瑞草區廳)         | (D08)                                            | 1.8         | 46.9             | Seoul  | Seocho-gu    |
| 343   | Maebong                                                           | 매봉                    |                         |                                                  | 1.2         | 48.1             | Seoul  | Gangnam-gu   |
| 344   | Dogok                                                             | 도곡                    | 道谷                    | (K217)                                           | 0.8         | 48.9             | Seoul  | Gangnam-gu   |
| 345   | Daechi                                                            | 대치                    | 大峙                    |                                                  | 0.8         | 49.7             | Seoul  | Gangnam-gu   |
| 346   | Hangnyeoul                                                        | 학여울                  | 鶴여울                  |                                                  | 0.8         | 50.5             | Seoul  | Gangnam-gu   |
| 347   | Daecheong (SH Corporation)                                        | 대청                    |                         |                                                  | 0.9         | 51.4             | Seoul  | Gangnam-gu   |
| 348   | Irwon                                                             | 일원                    | 逸院                    |                                                  | 1.2         | 52.6             | Seoul  | Gangnam-gu   |
| 349   | Suseo                                                             | 수서                    | 水西                    | (K221) (X108) Đường sắt cao tốc Suseo–Pyeongtaek | 1.8         | 54.4             | Seoul  | Gangnam-gu   |
| 350   | Chợ Garak                                                         | 가락시장                | 可樂市場                | (817)                                            | 1.4         | 55.8             | Seoul  | Songpa-gu    |
| 351   | Bệnh viện Cảnh sát Quốc gia                                       | 경찰병원                | 警察病院                |                                                  | 0.8         | 56.4             | Seoul  | Songpa-gu    |
| 352   | Ogeum                                                             | 오금                    | 梧琴                    | (P552)                                           | 0.8         | 57.4             | Seoul  | Songpa-gu    |